# Balduin von Brandenburg
Balduin von Brandenburg (auch Baldwin; geb. im 12. Jahrhundert; gest. 1216) war von 1205 bis 1216 Bischof von Brandenburg. Er gehörte dem Prämonstratenserorden an.

## Leben
Balduin von Brandenburg war, vor seiner Weihe zum Bischof von Brandenburg, Dompropst von Brandenburg. Seine Wahl zum Bischof fand im Jahr 1205 statt. Aufgrund der Sedisvakanz des Erzbistums Magdeburg in den Jahren 1205 und 1206 wurde Balduin von Brandenburg als Elekt geführt. Die Weihe zum Bischof erfolgte erst am 22. April 1207 durch den Erzbischof Albrecht I. im Kloster Unser Lieben Frauen in Magdeburg.
Balduin von Brandenburg war sehr nachgiebig gegenüber den Forderungen von Markgraf Albrecht II., der eine Verkleinerung der Diözese erreichen wollte. Das ganze wird heute als Vorspiel zum brandenburgischen Zehntstreit betrachtet.
Am 5. Juni 1216 wurde Ekkehard Rabil von Balduin zum Bischof von Merseburg geweiht. Die letzte urkundliche Erwähnung von Balduin von Brandenburg datiert auf den 16. November 1216, kurz darauf muss er verstorben sein.

## Siegel
Er führte ein rundes Siegel. Im Siegelfeld befand sich der sitzende Bischof, auf dessen Haupt die Mitra sitzt. In der rechten Hand hält der Bischof den Krummstab und in der linken Hand des geöffnete Evangelienbuch. Die Umschrift lautet: † BALDVIN‘ DI GRA BRANDEBVRGNSIS EPC.

## Quelle
- Personendatenbank zur Germania Sacra, abgerufen am 28. Juni 2017.
- Germania-sacra, abgerufen am 1. Juli 2017.